# William Otterwell Brady
William Otterwell Brady (* 1. Februar 1899 in Fall River, Massachusetts; † 1. Oktober 1961 in Rom, Italien) war ein US-amerikanischer römisch-katholischer Geistlicher.
Brady war der Sohn von John J. und Gladys Brady. Er besuchte die BMC Durfee High School, von 1918 bis 1920 das St. Marys Seminary in Baltimore und danach das Theological College der Katholischen Universität von Amerika. Am 21. Dezember 1923 weihte Daniel Francis Feehan ihn in Fall River zum Priester. 1924 schloss er sein Studium mit dem Bachelor of Sacred Theology ab. Im August 1924 wurde er für weitere Studien an die Päpstliche Universität Heiliger Thomas von Aquin gesendet und schloss mit dem Doktor der Theologie ab. Anschließend unterrichtete er am Saint Paul Seminary Moraltheologie und Pastoraltheologie. Von 1933 bis 1939 wurde er Rektor des Seminars.
Papst Pius XII. ernannte ihn am 10. Juni 1939 zum Bischof von Sioux Falls. John Gregory Murray, Erzbischof von Saint Paul, weihte ihn zum Bischof. Mitkonsekratoren waren James Edwin Cassidy, Bischof von Fall River, und Urban John Vehr, Bischof von Denver.
Am 16. Juni 1956 ernannte der Papst ihn zum Koadjutor-Erzbischof von Saint Paul und Titularerzbischof von Selymbria. Als der bisherige Erzbischof John Gregory Murray am 11. Oktober 1956 starb, folgte er diesem nach.
Brady reiste für Vorbereitung des Zweiten Vatikanischen Konzils nach Rom. Obwohl bei Reiseaufbruch guter Gesundheit schien, erlitt er auf dem Flug von Paris nach Rom eine Koronarthrombose. Er wurde bei vollem Bewusstsein in das Salvator mundi Krankenhaus in Rom eingeliefert. In den folgenden acht Tagen hatte er vier Herzinfarkte und starb am letzten. Nach einem ersten Requiem in Santa Susanna wurde er am 4. Oktober nach Minnesota zurückgeflogen und am 7. Oktober in der Kathedrale von Saint Paul aufgebahrt. Die Trauermesse zelebrierte am 9. Oktober 1961 Leo Binz, Erzbischof von Dubuque, der zwei Monate später zu seinem Nachfolger ernannt wurde.